# Grafschaft Saarwerden

Wappen der Grafschaft Saarwerden

Die Grafschaft Saarwerden war eine Grafschaft des Heiligen Römischen Reichs. Sie wurde im Jahre 1125 erstmals genannt und umfasste anfänglich Gebiete an der oberen Saar und an der mittleren Blies. Sitz war zunächst die namengebende Burg bei dem Ort Saarwerden, später wurde die Stadt Bockenheim (der auf dem rechten Saarufer gelegene Teil des jetzigen Sarre-Union) Verwaltungssitz. Nach dem Anfall der Grafschaft an Nassau-Saarbrücken im Jahr 1527 sprach man – von Saarbrücken aus gesehen – auch von der „oberen Grafschaft“. Heute gehört das Kerngebiet der ehemaligen Grafschaft zum Kanton Ingwiller im Département Bas-Rhin.

## Geschichte

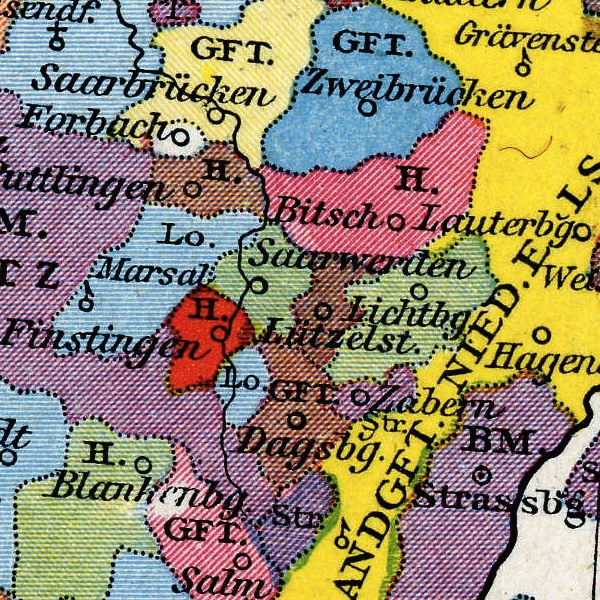
Die Grafschaft Saarwerden 1397 (Mitte, hellgrün) zwischen Herrschaft Finstingen und Herrschaft Bitsch

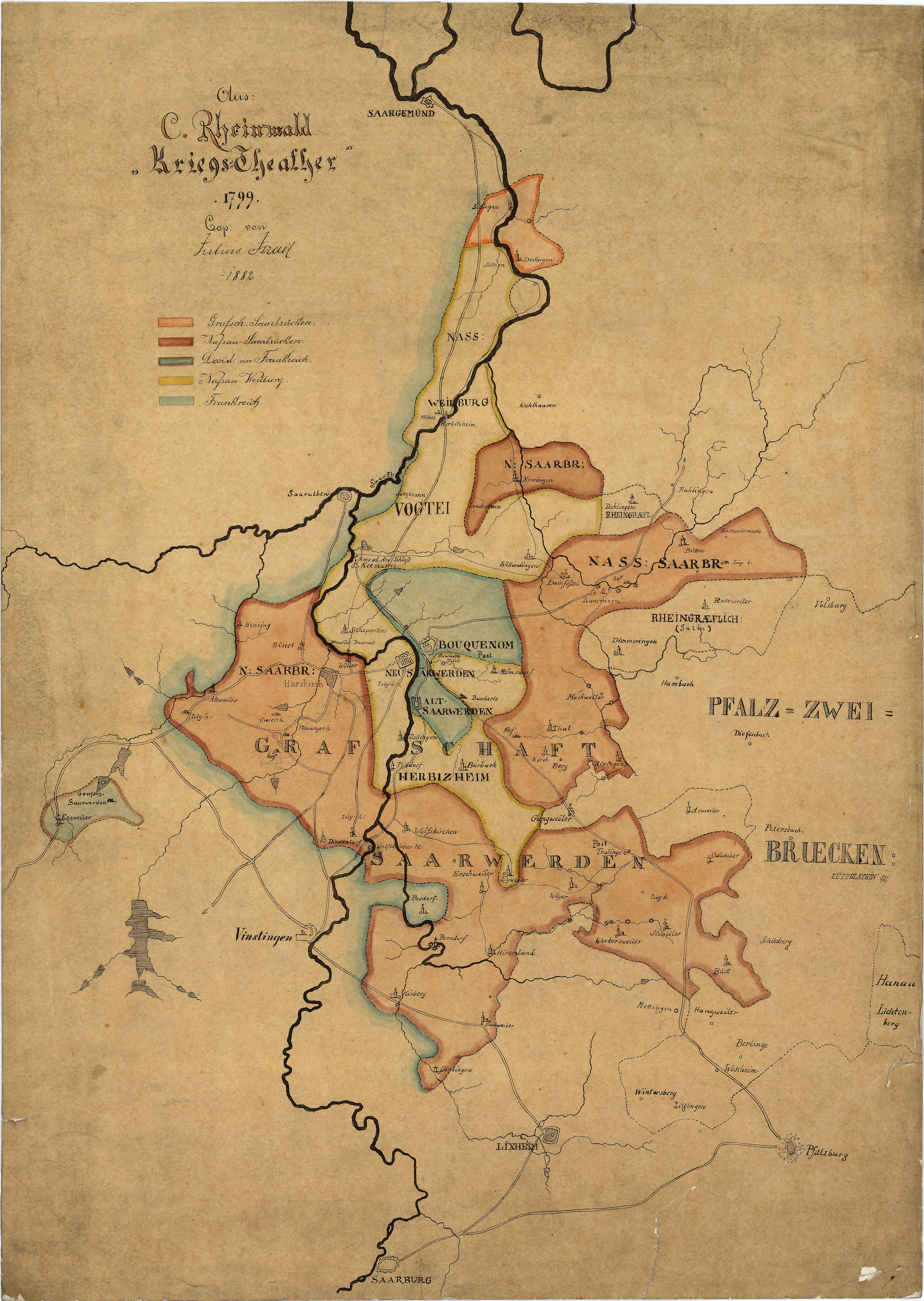
Grafschaft Saarwerden 1745–1789

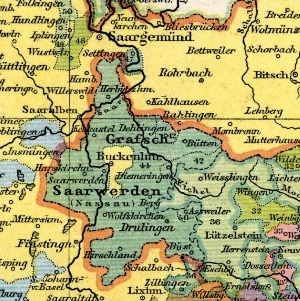
Grafschaft Saarwerden 1648–1789

Erstmals nachweisbar sind die Grafen von Saarwerden im Jahre 1125 als Zweiglinie der Grafen von Metz-Lunéville. Graf Friedrich I. hatte bei der Teilung mit seinem Bruder Gottfried von Blieskastel folgende Güter erhalten: Eigenbesitz an der oberen Saar und der mittleren Blies, dazu an Lehen die Reichsburg Kirkel, die Metzer Lehen Saarwerden und Bockenheim, Verduner Lehen in St. Wendel und Wolfersweiler und die Vogteien über den Besitz der Abtei Weißenburg im oberen Saartal und über die südlich von Keskastel gelegenen Güter des Klosters Herbitzheim. 1131 stifteten Graf Friedrich I. und seine Gemahlin Gertrud das Kloster Wörschweiler als Hauskloster.
Bei der Teilung von 1212/14 erhielt Graf Ludwig III. die Güter an der oberen Saar, während sein Bruder Heinrich I. die Burg Kirkel und die Besitzungen beiderseits der Blies übernahm und sich fortan „von Kirkel“ nannte. Seit dieser Zeit hatte die Grafschaft Saarwerden ihren Schwerpunkt im oberen Saartal um Bockenheim, das 1328 mit städtischen Privilegien begabt wurde.
1397 verstarb Graf Heinrich III. von Saarwerden kinderlos und die Grafschaft gelangte durch Erbgang und Kauf an die Grafen von Moers, die ihren Anspruch gegen den Bischof von Metz de Coucy durchsetzen konnten, der die Metzer Lehen als erledigt einziehen wollte. 1427 wurden die rechtsrheinischen Herrschaften Lahr und Mahlberg erworben. Die „Grafen von Moers-Saarwerden“ starben 1527 aus, und da die Erbtochter Katharina 1507 Graf Johann Ludwig von Nassau-Saarbrücken geheiratet hatte, fiel die Grafschaft Saarwerden an Nassau-Saarbrücken. Die Söhne Johann Ludwigs, Johann und Adolf, teilten sich 1556 die Herrschaft. Johann, der in Saarbrücken residierte, erhielt die Grafschaft Saarbrücken und die Herrschaft Ottweiler, Adolf, der in Kirchheimbolanden residierte, die Grafschaft Saarwerden und die Herrschaft Lahr.
Da Adolf und Johann nacheinander kinderlos starben und damit die ältere Linie Nassau-Saarbrücken 1574 ausstarb, fielen ihre Länder an das evangelische Haus Nassau-Weilburg. Daraufhin zog das Herzogtum Lothringen Bockenheim und Saarwerden als erledigte Lehen ein, wogegen die Saarbrücker Grafen vor dem Reichskammergericht klagten. 1629 wurde entschieden, dass die Grafschaft bei Nassau-Saarbrücken, die Städte Bockenheim und Saarwerden aber bei Lothringen verbleiben sollten. 1669 erzielten Lothringen und Nassau-Saarbrücken auf dem Reichstag zu Regensburg folgenden Kompromiss: Bockenheim und Saarwerden kamen zu Lothringen, das Umland zu Nassau-Saarbrücken. Der Frieden von Rijswijk 1697 bestätigte das Haus Lothringen im Besitz der Orte Saarwerden und Bockenheim, das Umland wurde Nassau-Saarbrücken bestätigt, das 1701 mit Neu-Saarwerden am linken Ufer der Saar unmittelbar gegenüber von Bockenheim ein neues Verwaltungszentrum für seine Besitzungen schuf und zur Stadt erhob. Beide Städte wurden nach dem Ende der Feudalzeit 1794 zur Stadt Saar-Union vereinigt.
1745 entschloss sich das Haus Nassau zur Realteilung der verbliebenen Teile der ehemaligen Grafschaft Saarwerden und der Vogtei Herbitzheim. Ein Drittel mit der Amtsstadt Neu-Saarwerden und zehn Dörfern kam zu Nassau-Weilburg, zwei Drittel ohne Stadt und mit 27 Dörfern kamen zu Nassau-Saarbrücken, das nun erneut keinen Verwaltungssitz für sein Gebiet hatte. So wurde kurzerhand der Nachbarort Harskirchen 1746 zur Stadt erhoben und diente fortan als Verwaltungssitz des nassau-saarbrückischen Oberamtes Harskirchen. 1793 wurden die beiden Ämter von französischen Revolutionstruppen besetzt und in den anschließenden Neuregelungen aufgelöst. Nach der Annexion der gesamten Region durch das revolutionäre Frankreich erbaten und erlangten die Bewohner den administrativen Anschluss der neugebildeten Kantone an das Département Bas-Rhin mit seinem protestantischen Element anstatt an das katholisch geprägte Département Moselle.

## Religion
1556 führte Graf Adolf von Nassau-Saarwerden in seinem Herrschaftsbereich Saarwerden und Lahr die Reformation nach lutherischem Bekenntnis ein und genehmigte gleichzeitig in sieben Dörfern die Ansiedlung von aus Frankreich geflohenen Hugenotten, also reformierten Gemeinden, die später so genannten „sieben welschen Dörfer“. Er beauftragte damit den renommierten Theologen Israel Achatius, den er zum (ersten und einzigen) Superintendenten der Grafschaft ernannte. Die Grafschaft Saarwerden wurde somit zum Experimentalfeld und Vorbild der friedlichen Koexistenz von Lutheranern und Calvinisten, die an vielen anderen Orten erst durch die Unionen des 19. Jahrhunderts gelang.
Da Adolf schon 1559 kinderlos starb, fiel Saarwerden an seinen katholisch gebliebenen Bruder Johann zurück – der zwar den Superintendenten Achatius entließ, die lutherischen und reformierten Pfarrer in Saarwerden aber in ihren Ämtern beließ.
Nach der Besetzung durch Lothringen und der Teilung der Grafschaft im 17. Jahrhundert waren die evangelischen Pfarrer und Gemeinden teils schweren Verfolgungen ausgesetzt, die erst mit der Rückgabe des Gebiets an Nassau mit dem Frieden von Rijswijk 1697 endeten.

## Wappen
Das Stammwappen zeigt in Schwarz einen rotbewehrten silbernen Doppeladler. Auf dem Helm mit schwarz-silbernen Decken eine silberne Inful, zwischen deren Hälften ein mit Knopf und Federbusch besetzter Schaft hervorgeht (Reitersiegel Graf Friedrich von Saarwerden, 1338) oder einen silbernen doppelten Adlerrumpf (Siegel Graf Heinrich von Saarwerden, 1375).

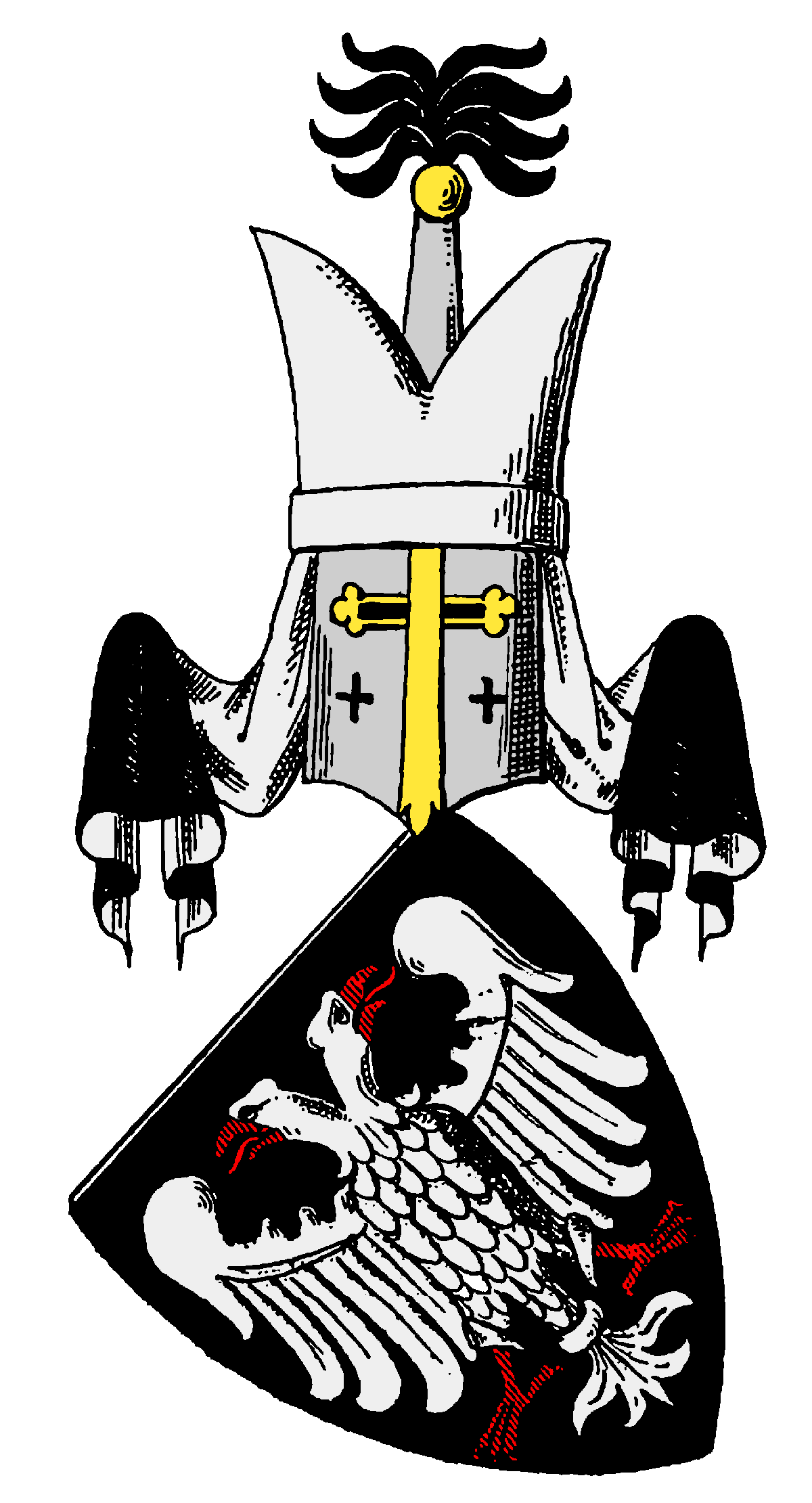
Wappen nach dem Reitersiegel von Graf Friedrich von Saarwerden, 1338
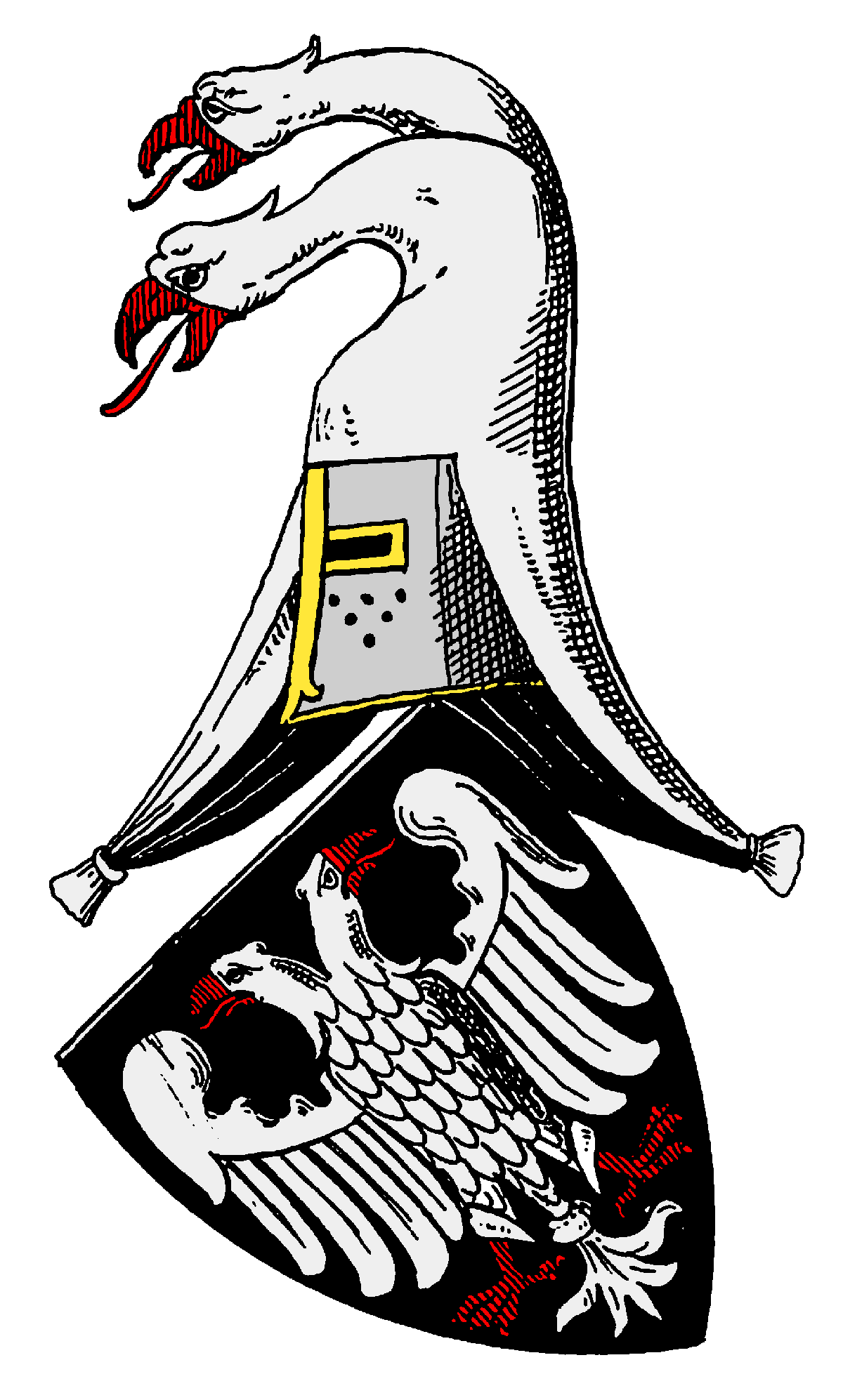
Wappen nach dem Siegel von Graf Heinrich III. von Saarwerden, 1375
Wappen Graf Adolfs von Saarwerden mit den Grafschaften Nassau, Moers, Saarwerden, Saarbrücken und im Herzschild Lahr-Mahlberg, 1551
Der saarwerdische Doppeladler im Wappen der Fürsten von Nassau-Usingen-Saarbrücken 1728–1793/1801

## Persönlichkeiten
- Agnes von Saarwerden, Tochter Graf Heinrichs II., verheiratet mit Heinrich von Fleckenstein († 1305), wurde mit ihrem Mann im  Kloster Lambrecht (Pfalz) bestattet. Beider Tochter Kunigunde von Fleckenstein († 10. August 1353) war Priorin des Klosters und ist dort auf einem Stifterbild dargestellt.[2]
- Friedrich III. von Saarwerden, Erzbischof von Köln 1370 bis 1414, Sohn von Johann II. von Saarwerden
- Friedrich IV. von Moers-Saarwerden († 1448), ausgezeichnet mit dem Orden vom Goldenen Vlies

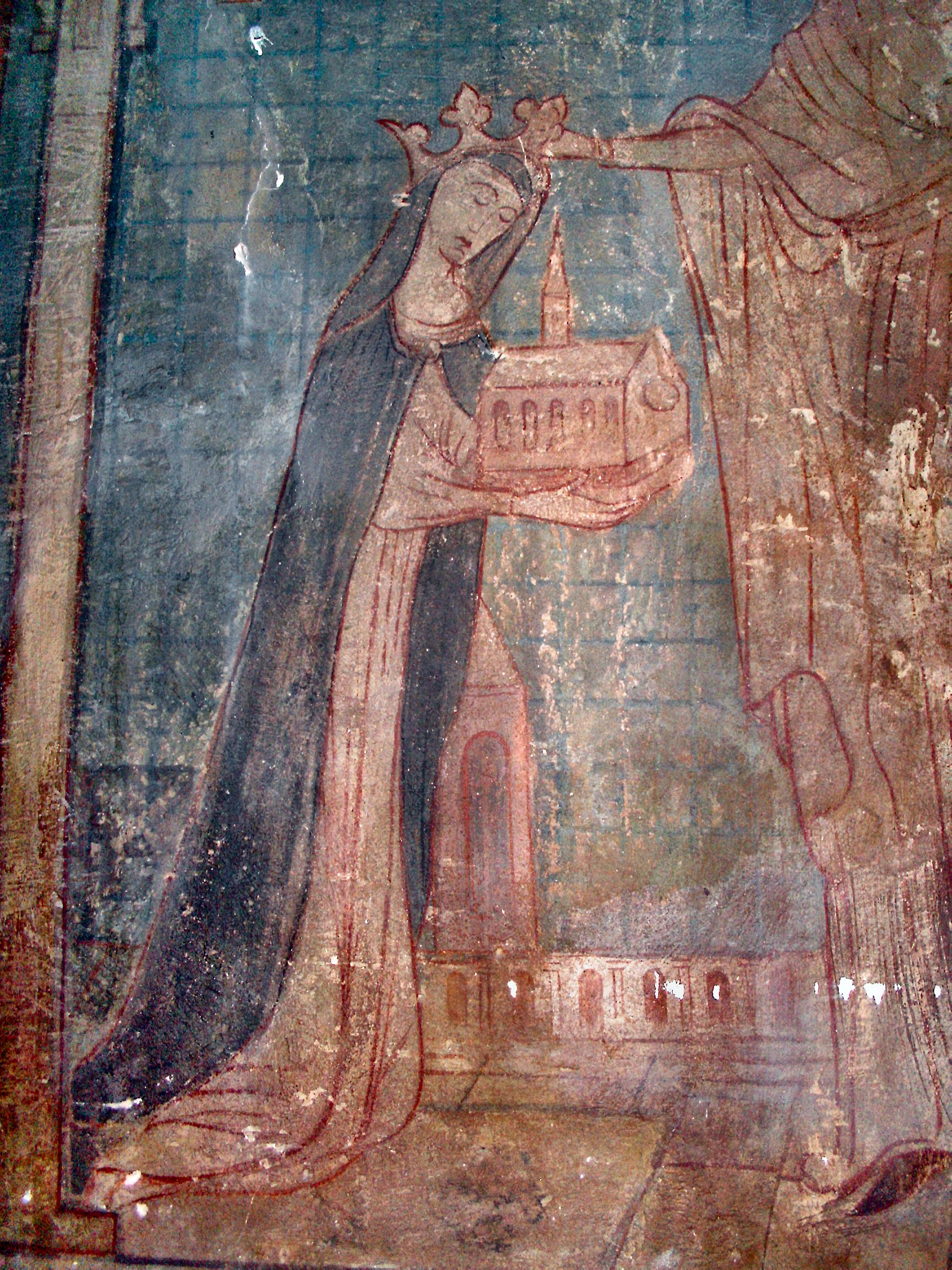
Kunigunde von Fleckenstein († 1353), Tochter der Gräfin Agnes von Saarwerden, im Kloster Lambrecht (Pfalz)
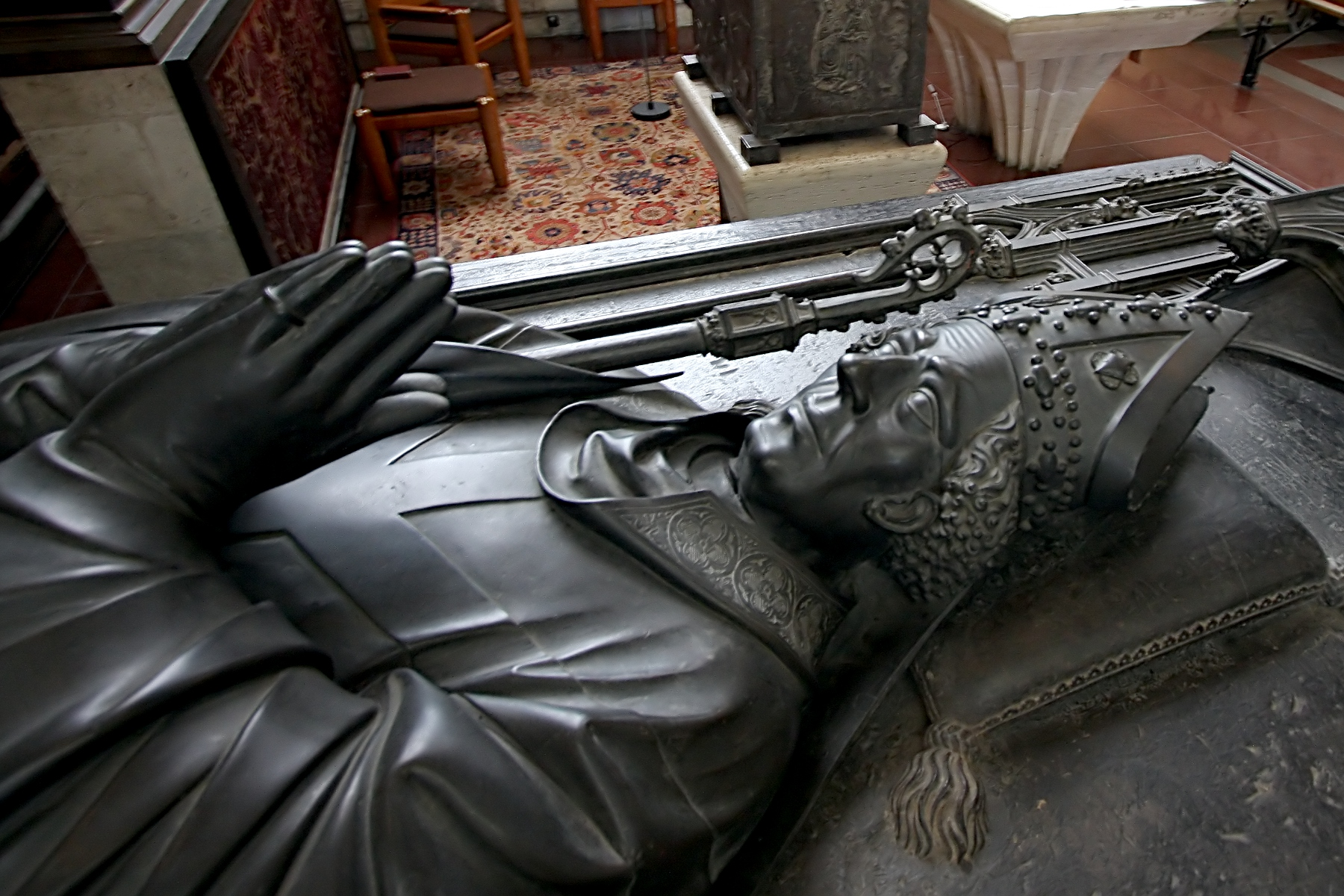
Gisant von Erzbischof Friedrich III. von Saarwerden († 1414) im Kölner Dom
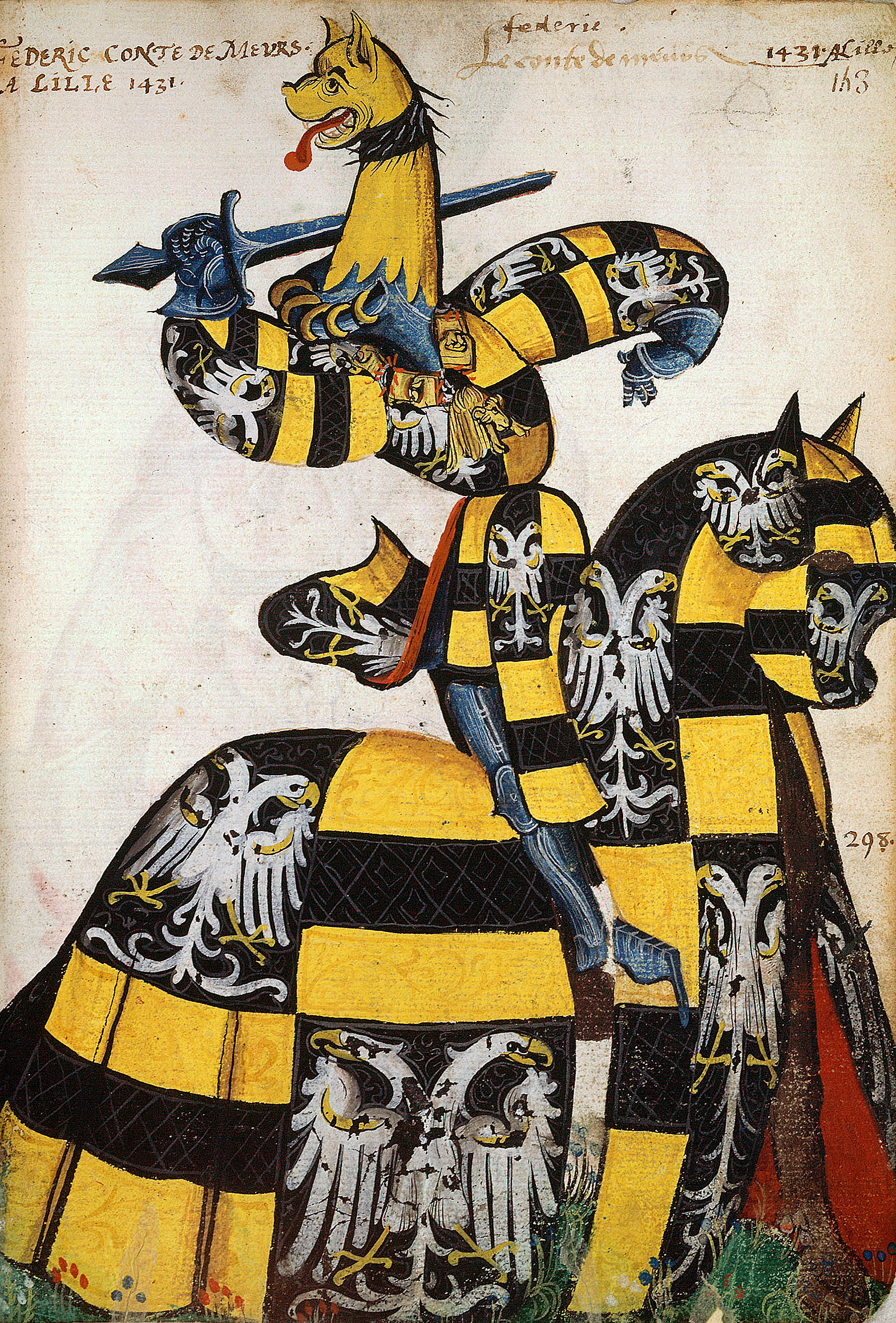
Friedrich IV. Graf von Moers und Saarwerden († 1448) im Wappenbuch des Ordens vom Goldenen Vlies

## Grafen von Saarwerden

### Haus Saarwerden
Bis zur Teilung der Grafschaft 1212/14:
- Friedrich I. 1111–1131 ⚭ Gertrud
  - Folmar I. 1131–1165 ⚭ Stephania, Tochter Dietrichs II. von Mömpelgard
    - Ludwig I. der Ältere 1165–1200 ⚭ Gertrud, Tochter Hugos von Dagsburg
      - Ludwig III. 1212–1246 ⚭ Agnes, Tochter Heinrichs I. von Zweibrücken, siehe unten
      - Heinrich I., Herr von Kirkel, 1214–1242, ⚭ Irmentrud, Tochter Philipps II. von Bolanden, kinderlos

    - Ludwig II. der Jüngere 1171, † 1176, kinderlos

Nach der Teilung der Grafschaft 1212/14:
- Ludwig III. 1212–1246 ⚭ Agnes, Tochter Heinrichs I. von Zweibrücken, siehe oben
  - Ludwig IV. 1242–1243 ⚭ Kunigunde
  - Heinrich II. 1242–1271 ⚭ Elisabeth, Tochter Walters von Meisenburg
    - Johann I. 1289–1310, ⚭ Ferriata, Tochter Friedrichs IV. von Leiningen
      - Friedrich II. 1321–1363, ⚭ Agnes, Tochter Johanns von Salm
        - Johann II. 1339–1381, ⚭ Klara, Tochter Heinrichs von Vinstingen-Brackenkopf
          - Heinrich III. (1375– † 1397), ⚭ Herzlaude, Tochter Ulrichs von Rappoltstein, kinderlos
          - 1397–1399 Friedrich (1348– † 1414), dessen Bruder, Erzbischof von Köln
          - Walpurga, dessen Schwester, ⚭ 1376 Friedrich III. von Moers

### Haus Moers-Saarwerden
- 1399–1418 Friedrich IV. von Moers († 1448)
- 1418–1431 Johann I. († 1431), dessen Bruder
  - 1431–1483 Jakob I. († 1483), dessen Sohn
    - 1483–1488 Nikolaus, dessen Sohn, leistete Erbverzicht zugunsten seines älteren Stiefbruders (Halbbruders) Johann als er sich zum Priester hatte weihen lassen,[4]
    - 1488–1507 Johann III. (* 1468; † 1507), dessen Halbbruder, Herr zu Lahr,⚭ 1490 Anna van den Bergh,[5]
      - Katharina  (* um 1491; † 1547), dessen Tochter, ⚭ 1507 Johann Ludwig von Nassau-Saarbrücken 1507–1527 in 1/2 Saarwerden

    - 1507–1514 Jakob II. († 1514), Bruder von Johann III., in 1/2 Saarwerden
      - 1514–1527 Johann Jakob (* 1514; † 1527), dessen Sohn, in 1/2 Saarwerden

### Haus Nassau-Saarbrücken
- 1527–1545 Johann Ludwig (1507–1527 in 1/2 Saarwerden)
  - 1545–1556 Johann IV. (* 1511; † 1574), dessen Sohn
  - 1556–1559 Adolf (* 1526; † 1559), dessen Bruder, stirbt kinderlos
  - 1559–1574 Johann IV. (* 1511; † 1574), wie vor, stirbt kinderlos, Saarbrücken und Saarwerden fallen an Nassau-Saarbrücken-Weilburg

Fortsetzung: siehe die Liste der Grafen von Nassau-Saarbrücken